# Okręty podwodne projektu 641

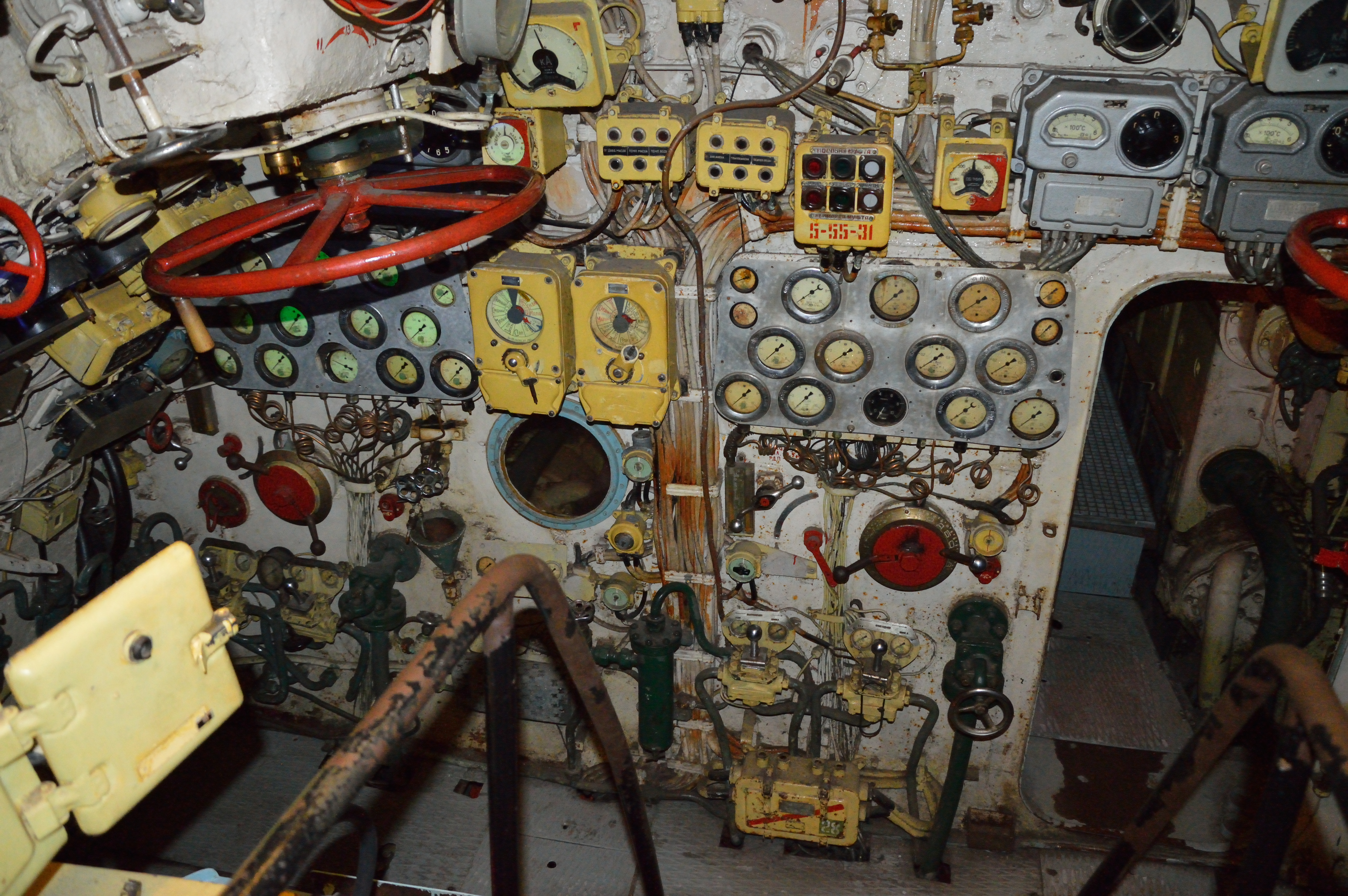
Różne rodzaje przyrządów pomiarowych w rosyjskim okręcie podwodnym B-21, później przemianowanym na B-821. 2016, Belgia

Okręt podwodny projektu 641 (w kodzie NATO: Foxtrot) –  typ radzieckich okrętów podwodnych dalekiego zasięgu z napędem diesel-elektrycznym, budowanych w latach 1957–1983.
Okręty podwodne typu Foxtrot były następcami okrętów typu Zulu, które miały problemy konstrukcyjne, były głośne i nie rozwijały wymaganych w końcu lat 50. prędkości pod wodą.
Łącznie wybudowano 75 jednostek typu Foxtrot, z czego dla marynarki radzieckiej powstało 58 okrętów (w latach 1957-71), 8 dla Indii (1967-73), 6 dla Libii (1976-82) oraz 3 dla Kuby (1978-83). W latach 1987–1989 dwa okręty tego projektu zostały sprzedane polskiej marynarce wojennej, w której w latach 1987–2003 służyły jako ORP „Wilk” oraz „Dzik”. Ich zakup podyktowany był katastrofalną sytuacją gospodarczą Polski w drugiej połowie lat 80., skutkiem której po zakupie pierwszego fabrycznie nowego okrętu projektu 877E (NATO: Kilo) „Orzeł” (291), Polska zmuszona była zrezygnować z zamierzonego zakupu trzech kolejnych jednostek tego typu.
Pięć okrętów tego projektu, w tym B-4, B-36, B-59 oraz B-130 brało udział w radzieckiej operacji „Anadyr” w trakcie „kryzysu kubańskiego”, gdzie zostały wykryte przez amerykańską flotę na Morzu Sargassowym i zmuszone do wynurzenia. W 1962 roku B-37 zatonął w bazie w Polarnym na skutek eksplozji torpedy, zaś w 1991 roku we Władywostoku zatonął B-33.